# マカロニ (映画)
『マカロニ』 (Maccheroni )は、1985年のイタリア映画。アメリカ人とイタリア人、二人の初老男性が織り成す人情ドラマ作品。序盤から中盤にかけてはノスタルジックな雰囲気で推移するが、終盤はスリリングな展開となる。監督はエットーレ・スコラで、脚本も一部担当している。主演はジャック・レモンとマルチェロ・マストロヤンニ。日本公開年は1988年。
本作のタイトル「マカロニ」は、ラストシーンで使用された食材に由来している。

## ストーリー
アメリカの航空機製造会社（作中ではダグラス社）の副社長ロバート・トラベンは、イタリアの旅客航空会社（作中ではアリタリア航空）への出張で、ナポリにやって来た。その滞在先のホテルに、以前この地を兵役で訪れた際に恋に落ちたという娘の兄、アントニオ・ヤゼロがロバートを訪ねて来る。丁度気が滅入っていたため、そのときはアントニオを追い返してしまう。
その後で思い直して彼の街を訪ねてゆくロバートは、アントニオの周囲の人々から意外な眼差しを向けられる。それはアントニオが妹を慰めるため、ロバートの振りをして架空の冒険談を書き続けた手紙のせいだったが、その冒険談が周囲の人々の間にも広がるうちに、いつしかロバートを英雄視するようになっていったのである。真相を知ったロバートは驚くが、そこにアントニオの持つ温かい心を見出していく。さらにアントニオの息子・ジュリオがミュージシャンへの夢を語ったこともあって家族ぐるみでも親しくなり、また実際にも冒険談のように生きたいとも思った。
しかしロバートがアメリカに帰る頃、ジュリオがミュージシャン契約で騙されたことから、それがマフィア絡みのトラブルに発展する。ロバートは搭乗予定機にわざと乗り遅れて踵を返し、アントニオ親子を窮地から救い出すべく奔走するが、事件解決直後にアントニオは仮死状態となってしまう。ヤゼロ家やその親族の人々と共に、ロバートもアントニオの蘇生を信じて手を尽くす。

## キャスト
- ロバート・トラベン：ジャック・レモン
- アントニオ・ヤゼロ：マルチェロ・マストロヤンニ（吹替：嶋俊介[1]）
- ラウラ・ディ・ファルコ：ダリア・ニコロディ